# Imix

Glífo de códice que caracteriza al imix

El imix es el primer día del sistema calendárico del tzolkin y simboliza al caimán o al cocodrilo. Otras asociaciones con este día es el color rojo,  el «rumbo este», como elemento la superficie de la tierra y dios patrono el monstruo de la tierra. Los mayas creían que la «Tierra descansaba encima de la espalda de un lagarto de 2 cabezas, es decir, era la representación del cuerpo reptiliano de la tierra al ser una divinidad con cuerpo de cocodrilo».